# Xylophanes isaon
Xylophanes isaon är en fjärilsart som beskrevs av Jean Baptiste Boisduval 1875. Xylophanes isaon ingår i släktet Xylophanes och familjen svärmare. Inga underarter finns listade i Catalogue of Life.